# Patrouille Tranchant
Pour les articles homonymes, voir Tranchant.

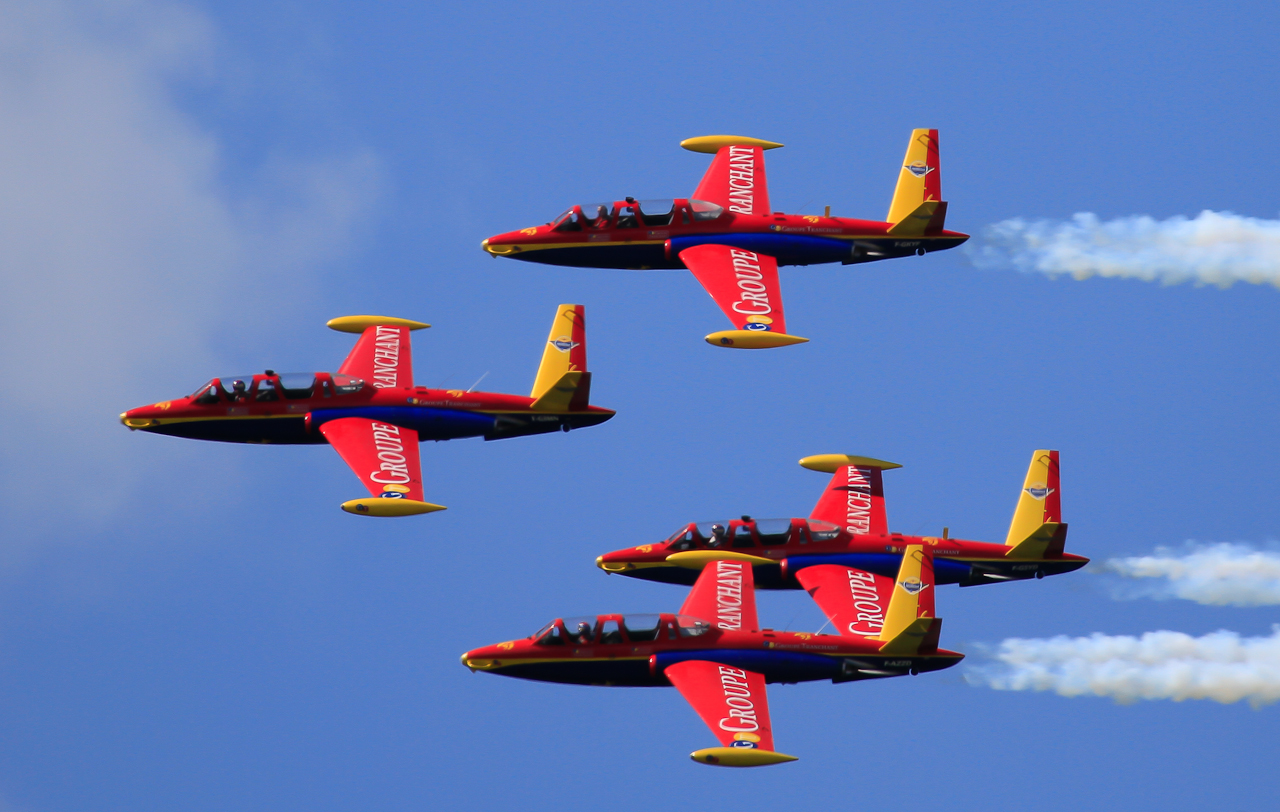
La patrouille Tranchant en mai 2011

La Patrouille Tranchant est une patrouille acrobatique civile française, basée à Rennes.
Elle opère à bord de cinq Fouga Magister,.
Les fondateurs en sont Jack Krine, Hugues Duval et Benjamin Tranchant. La patrouille est parrainée par Carole Rousseau et Philippe Alliot.
Pour la première fois à l'occasion du meeting de l'AJBS "Le temps des hélices" les 08 et 9 juin 2019, la patrouille Tranchant présente une formation à 5 avions. Le dimanche 9 elle se présente en formation avec la Patrouille de France.

## Composition
Les pilotes sont :
- Hugues Duval : Leader
- Jack Krine : Solo
- Pierre Fages : Ailier gauche
- Claude Espinet : Ailier droit
- Dominique Louapre : Second Solo